# 739
739 (DCCXXXIX) var ett normalår som började en torsdag i den julianska kalendern.

## Händelser

### Okänt datum
- Karl Martell driver ut morerna från Frankrike.
- Styret vid huset Ukil påbörjas i Bulgarien med kung Kormishosh.
- Alfonso I blir kung i Asturien.
- Theodatus Ursus utses till konsul och magister militum.
- Slaget vid Akroinon: Bysantinska styrkor besegrar en umayyadinvasion från Mindre Asien.
- Bonifatius bildar biskopsdömet Regensburg.
- Påve Gregorius III vädjar förgäves till Karl Martell om hjälp mot den expansionistiska politiken förd av Liutprand, kung av langobarderna.

## Födda
- Lu Mai, kinesisk kansler.
- Yuan Zi, kinesisk general och kansler.

## Avlidna
- Favila, kung av Asturien
- Willibrord, första biskopen av Utrecht, apostel åt friserna